# Kilit
A Kilit görög eredetű férfinév, jelentése: kiválasztott.[forrás?] Az Anaklétusz vagy Anaklét névváltozata.

## Híres Kilitek
- Bél Kilit egri püspök 1224 és 1245 között, az Aranybulla megfogalmazója
- Gasparich Márk Kilit tábori lelkész, 1848–49-es szabadságharc utáni függetlenségi szervezkedések résztvevője és vértanúja

## További keresztnevek
- Magyar névnapok listája dátum szerint
- Magyar névnapok listája betűrendben